# František Špiriak
František Špiriak (24. prosince 1920 Nesluša – 14. října 1952 Bratislava) byl slovenský poddůstojník československé armády a protikomunistický odbojář odsouzený komunistickým režimem v politickém procesu k trestu smrti a popravený v roce 1950.
Narodil se v roce 1920 v Nesluši. Zaměstnáním byl uveden jako národní správce. V rámci svého působení v československé armádě dosáhl hodnosti poddůstojníka. 

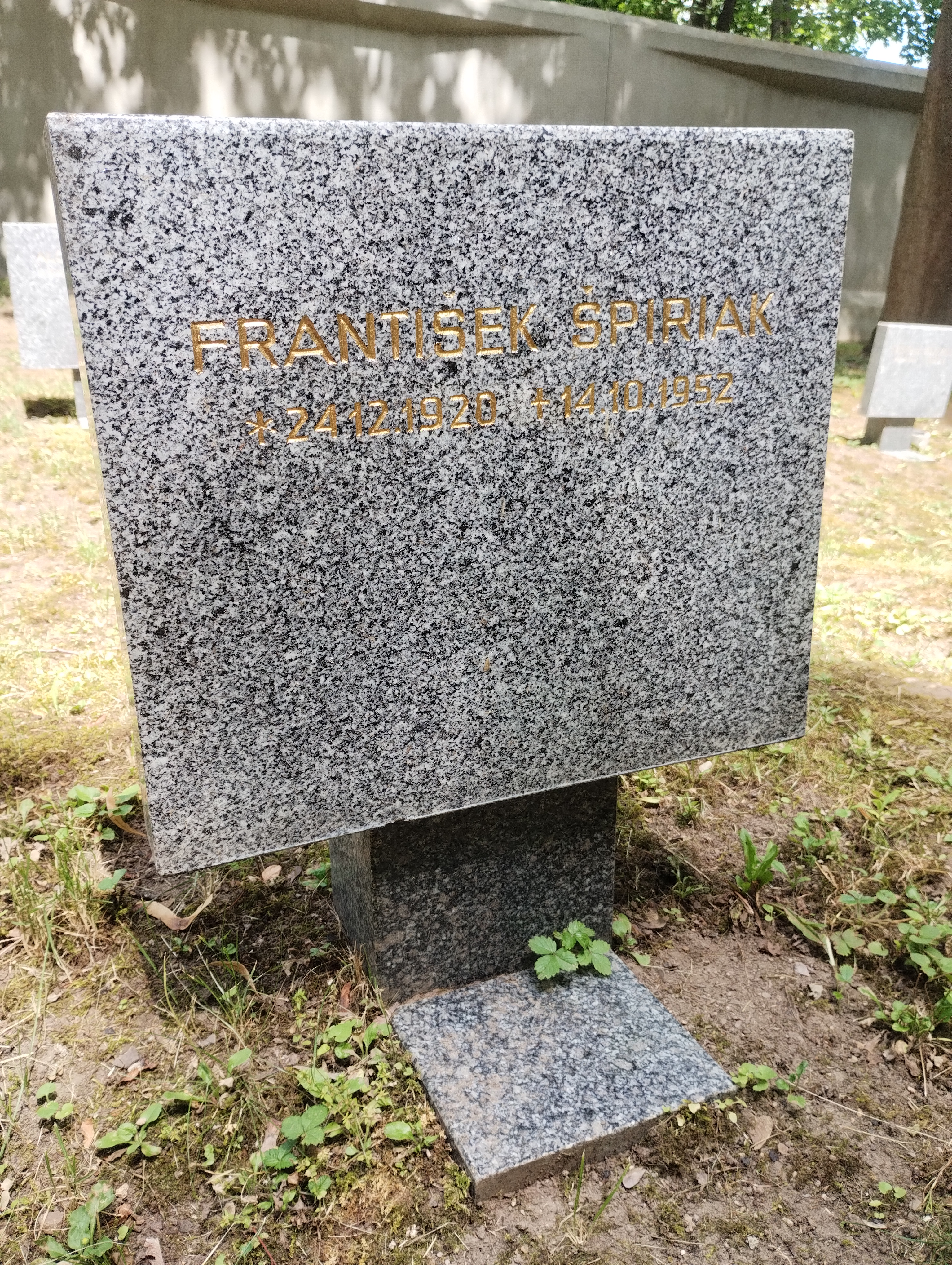
Symbolický náhrobek F. Špiriaka na Čestném pohřebišti v Ďáblicích

Po únorovém převratu emigroval v roce 1950 z Československa do Rakouska. Později se stal v zahraničí agentem francouzských zpravodajských služeb, načež se do Československa několikrát opakovaně vrátil. Během léta 1951 byl však zatčen při přechodu státní hranice příslušníky Pohraniční stráže. Za trestné činy velezrady, vyzvědačství, zběhnutí, ohrožení hospodářského plánu a porušení povinnosti veřejného činitele byl v politickém procesu konaném v dubnu 1952 odsouzen k trestu smrti. Popraven byl v říjnu 1952 ve věznici v Bratislavě.